# 楊家墩駅
楊家墩駅（ようかとんえき）は、中華人民共和国浙江省杭州市浜江区浦沿路と堅塔街の交差点に位置する杭州地下鉄4号線の駅。

## 歴史
- 2018年1月9日：開業[1]。

## 駅構造
島式ホーム1面2線を有する地下駅。

### のりば

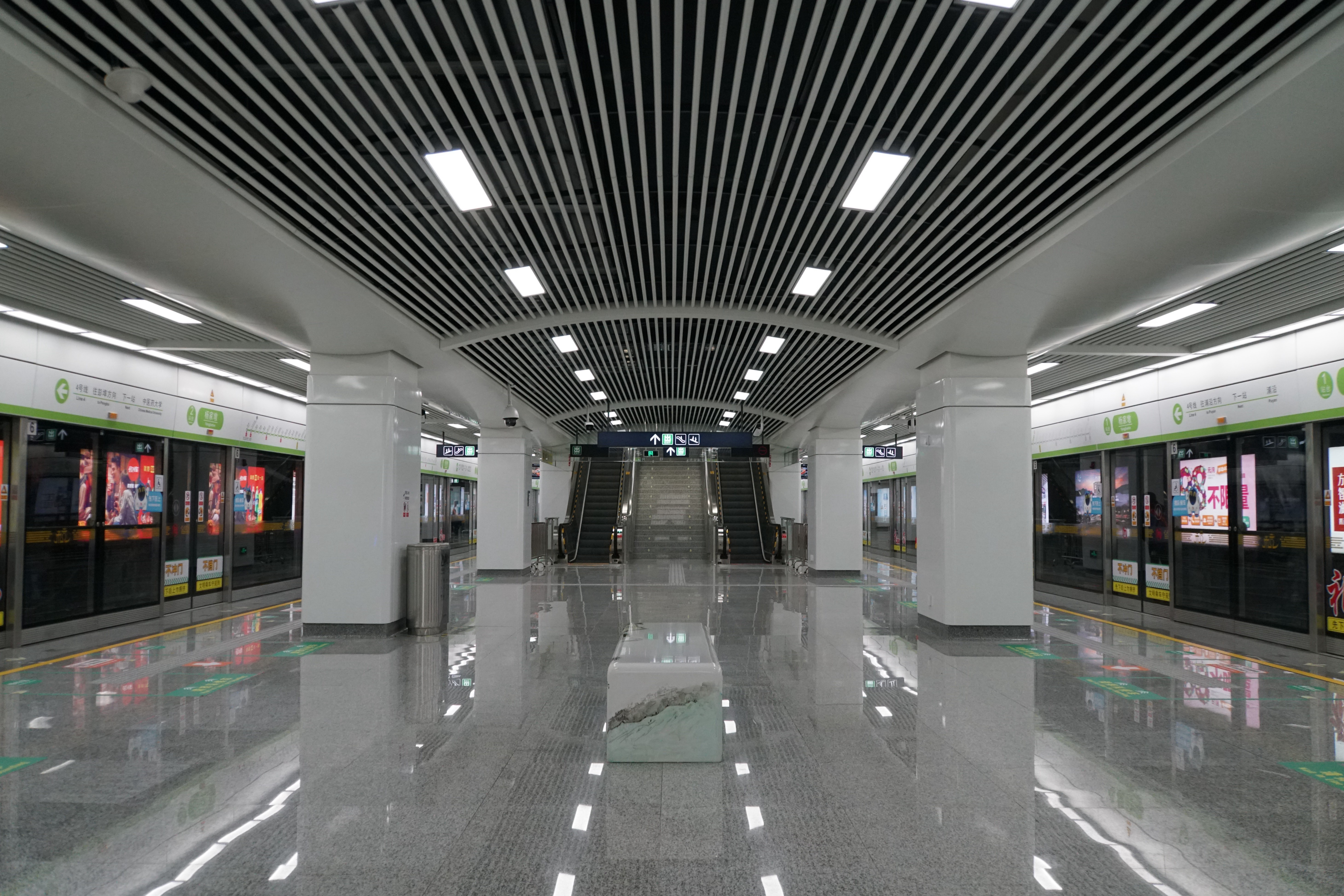
ホーム

| 路線    | 方向 | 行先                 |
| ------- | ---- | -------------------- |
| ■ 4号線 | 下り | 浦沿方面             |
| ■ 4号線 | 上り | 火車東站・池華街方面 |

（出典：杭州地下鉄:站内空间示意图）

## 駅周辺
- 浙江警察学院（中国語版）
- 緑城巧園
- 銀爵世紀公寓
- 星栄匯邸

## 隣の駅
杭州地下鉄
■ 4号線
浦沿駅 - 楊家墩駅 - 中医薬大学駅